# 17410 Zitarrosa
17410 Zitarrosa è un asteroide della fascia principale. Scoperto nel 1988, presenta un'orbita caratterizzata da un semiasse maggiore pari a 2,3068031 au e da un'eccentricità di 0,1444845, inclinata di 5,64906° rispetto all'eclittica.